# Casino Artesano
El Casino Artesano o Casal Regionalista o el local de les Congregacions Marianes al carrer de la Mel fou un equipament teatral de Manresa. El carrer de la Mel número 5, a l'espai on hi havia l'Hostal del Sol, va acollir el Casino Artesano, entitat fundada el 1879. L'edifici va ser projectat per l'arquitecte Pere Samsó Heras i l'any 1888, el Casino es va dotar d'una sala de ball, despatxos i altres espais. Just al tombant de segle, l'entitat va encarregar-ne una remodelació a l'arquitecte Ignasi Oms i Ponsa. El nou local es va inaugurar el dia de Sant Joan, el 24 de juny del 1904. El Casino Artesano va utilitzar l'edifici fins al 1916 i, aquell any, es va traslladar a un altre edifici del Passeig de Pere III.
El 1929 s'hi va instal·lar el Casal Regionalista. Va ser llavors quan, a l'antiga sala de ball de l'edifici, hi van fer construir un gran escenari que va permetre continuar la tradició de les representacions teatrals del Casal. L'edifici del carrer de la Mel fou confiscat pel POUM el 1936. Passada la guerra civil, el 1940, s'hi van establir les Congregacions Marianes, organització religiosa vinculada als Jesuïtes de la Cova de Sant Ignasi. La seva arribada es va celebrar el 19 de maig, diada de les congregacions, amb una vetllada literària i musical. Al cap d'un mes, el 29 de juny de 1940, el local va acollir la primera representació teatral amb El niño mártir de México i el sainet El tío de Buenos Aires d'Eduardo Sainz Noguera
El teatre tenia capacitat per a 200 persones, però es va ampliar fins a 500 i també es va habilitar una sala de jocs de taula i cafè, vestidors, acadèmia, pati, serveis, capella, despatxos i una biblioteca. S'hi van organitzar obres teatrals, vetllades literàries i musicals, conferències, cinema o representacions d'Els Pastorets, entre d'altres.
A partir de 1957, aquest espai també va acollir les sessions de cinefòrum organitzades per Cineclub (entitat que s'havia creat el 1955). El gener de 1960, les Congregacions Marianes van haver d'abandonar aquest espai per un conflicte amb la propietat de l'edifici i van decidir construir la Sala Loiola.